# Xestomnaster
Xestomnaster is een geslacht van vliesvleugeligen uit de familie Pteromalidae. De wetenschappelijke naam van dit geslacht is voor het eerst geldig gepubliceerd in 1955 door Delucchi.

## Soorten
Het geslacht Xestomnaster omvat de volgende soorten:
- Xestomnaster brevis Huang, 1990
- Xestomnaster chrysochlorus (Walker, 1846)
- Xestomnaster eucallus Huang, 1990
- Xestomnaster lanifer Huang, 1990
- Xestomnaster mazares (Walker, 1844)
- Xestomnaster obliquus Huang, 1990